# Кенија на Светском првенству у атлетици у дворани 2022.
Кенија је учествовала на 18. Светском првенству у атлетици у дворани 2022. одржаном у Београду од 18. до 20. марта осамнаести пут, односно учествовала је на свим првенствима до данас. Кенија је пријавила 9 учесника (6 мушкарaца и 3 жене), који су се такмичили у 6 дисциплина (4 мушке и 2 женске).,
На овом првенству Кенија је по броју освојених медаља делила 22. место са 2 медаље (1 сребрна и 1 бронзана).
У табели успешности према броју и пласману такмичара који су учествовали у финалним такмичењима (првих 8 такмичара) Кенија је са 4 учесника у финалу делила 15. место са 22 бода.
| Плас. | Земља  | 1. место | 2. место | 3. место | 4. место | 5. место | 6. место | 7. место | 8. место | Бр. финал. | Бод. |
| ----- | ------ | -------- | -------- | -------- | -------- | -------- | -------- | -------- | -------- | ---------- | ---- |
| =15.  | Кенија | 0        | 1        | 1        | 1        | 1        | 0        | 0        | 0        | 4          | 22   |

## Учесници
| Мушкарци: - Фердинанд Омурва — 60 м - Ноах Кибет — 800 м - Колинс Кипруто — 800 м - Абел Кипсанг — 1.500 м - Јакоб Кроп — 3.000 м - Данијел Симију Ебењо — 3.000 м | Жене: - Наоми Корир — 800 м - Беатрис Чебет — 3.000 м - Едина Јебиток — 3.000 м |  |

## Освајачи медаља (2)

### Сребро (1)
- Ноах Кибет — 800 м

### Бронза (1)
- Абел Кипсанг — 1.500 м

## Резултати

### Мушкарци
| Атлетичар            | Дисциплина | Лични рекорд | Квалификације | Квалификације | Полуфинале           | Полуфинале  | Финале               | Финале       | Детаљи |
| Атлетичар            | Дисциплина | Лични рекорд | Резултат      | Место         | Резултат             | Место       | Резултат             | Место        | Детаљи |
| -------------------- | ---------- | ------------ | ------------- | ------------- | -------------------- | ----------- | -------------------- | ------------ | ------ |
| Фердинанд Омурва     | 60 м       | 6,57 НР      | 6,62(.619) КВ | 1. у гр. 2    | 6,64(.634)           | 4. у гр. 1  | Није се квалификовао | 13 / 43 (50) |        |
| Ноах Кибет           | 800 м      | 1:44,88      | 1:48,31       | 1. у гр. 1    |                      |             | 1:46,35              |              |        |
| Колинс Кипруто       | 800 м      | 1:43,95      | 1:48,18       | 4. у гр. 4    | Није се квалификовао | 5 / 23 (24) |                      |              |        |
| Абел Кипсанг         | 1.500 м    | 3:29,56      | 3:37,67 КВ    | 1. у гр. 4    | 3:33,36 ЛРС          |             |                      |              |        |
| Јакоб Кроп           | 3.000 м    | 7:30,07 о    | 7:46,43 КВ    | 2. у гр. 1    | 7:43,26              | 5 / 33 (34) |                      |              |        |
| Данијел Симију Ебењо | 3.000 м    | 7:37,86      | 7:54,97 КВ    | 2. у гр. 3    | 7:42,97              | 4 / 33 (34) |                      |              |        |

### Жене
| Атлетичарка   | Дисциплина | Лични рекорд | Квалификације | Квалификације | Финале                | Финале       | Детаљи |
| Атлетичарка   | Дисциплина | Лични рекорд | Резултат      | Место         | Резултат              | Место        | Детаљи |
| ------------- | ---------- | ------------ | ------------- | ------------- | --------------------- | ------------ | ------ |
| Наоми Корир   | 800 м      | 2:00,66      | 2:03,94       | 6. у гр. 3    | није се квалификовала | 15 / 17 (18) |        |
| Беатрис Чебет | 3.000 м    | 8:27,49 о    |               |               | 8:47,50               | 10 / 20      |        |
| Едина Јебиток | 3.000 м    | 8:45,46      | 8:53,25       | 14 / 20       |                       |              |        |